# Terry McMillan
Terry McMillan (Port Huron, 18 ottobre 1951) è una scrittrice statunitense il cui lavoro è incentrato sulle esperienze delle donne nere negli Stati Uniti.

## Biografia
McMillan è nata a Port Huron, nel Michigan. Ha conseguito una laurea in giornalismo nel 1977 presso l'Università della California, Berkeley. Ha frequentato il programma Master of Fine Arts in cinema presso la Columbia University.

## Carriera
Il primo libro di McMillan, Mama, fu pubblicato nel 1987. Insoddisfatta della promozione limitata di Mama da parte del suo editore, McMillan promosse il suo romanzo d'esordio scrivendo a migliaia di librai, in particolare a librerie afroamericane, e il libro presto fu esaurito. La prima tiratura con copertina rigida fu di 5.000 copie.
La McMillan ha raggiunto l'attenzione nazionale nel 1992 con il suo terzo romanzo, Waiting to Exhale. A quel tempo, era il secondo più grande affare di libri tascabili nella storia dell'editoria.  Il libro rimase per molti mesi nella lista dei bestseller del New York Times e nel 1995 aveva venduto più di tre milioni di copie. Il romanzo ha contribuito a un cambiamento nella coscienza culturale popolare nera e alla visibilità di un'identità femminile della classe media nera nella cultura popolare. A McMillan viene attribuito il merito di aver introdotto il mondo interiore delle donne nere professioniste sulla trentina che hanno successo, sono sole, disponibili e infelici. Nel 1995, il romanzo è stato adattato in un film omonimo, diretto da Forest Whitaker e interpretato da Whitney Houston, Angela Bassett, Loretta Devine e Lela Rochon.
Nel 1998, un altro dei romanzi di McMillan, How Stella Got Her Groove Back, è stato adattato in un film con lo stesso nome e con Angela Bassett e Taye Diggs.
Il romanzo di McMillan Disappearing Acts è stato successivamente prodotto come film omonimo direttamente sulla TV via cavo nel 2000, con Wesley Snipes e Sanaa Lathan e diretto da Gina Prince-Bythewood. Nel 2014, la rete TV Lifetime ha portato al pubblico televisivo A Day Late e A Dollar Short di McMillan, con Whoopi Goldberg e un cast corale composto da Ving Rhames, Tichina Arnold, Mekhi Phifer, Anika Noni Rose e Kimberly Elise. McMillan ha anche scritto The Interruption of Everything (2006) e Getting to Happy (2010), il seguito di Waiting to Exhale.

## Vita privata
McMillan ha sposato Jonathan Plummer nel 1998, il quale si è dichiarato gay durante il loro matrimonio. Hanno divorziato nel marzo 2005. Ha un figlio, Solomon. 
Il 13 luglio 2012, ha venduto la sua villa a Danville, in California, prima di trasferirsi a Los Angeles.

## Opere
- (EN) Mama, Houghton Mifflin Harcourt, 1987, ISBN 978-0-547-52404-7.
- (EN) Disappearing Acts, Penguin Group US, 1989, ISBN 978-1-101-65772-0.
- (EN) Breaking Ice: An Anthology of Contemporary African-American Fiction, Penguin Books, 1990, ISBN 978-0140116977.
- (EN) Waiting to Exhale, Viking, 1992, ISBN 978-0-670-83980-3.
- (EN) How Stella Got Her Groove Back, Viking, 1996, ISBN 978-0451209146.
- (EN) A Day Late and a Dollar Short, Penguin Group US, 2001, ISBN 978-1-101-20938-7.
- (EN) It's OK if You're Clueless: and 23 More Tips for the College Bound, Viking Adult, 2006, ISBN 978-1419397332.
- (EN) The Interruption of Everything, Penguin Group US, 2006, ISBN 978-1-101-20981-3.
- (EN) Getting to Happy, Penguin Group US, 2010, ISBN 978-1-101-44294-4.
- (EN) Who Asked You?, Viking, 2013, ISBN 978-0670-78569-8.
- (EN) I Almost Forgot About You, Crown, New York, 2016, ISBN 978-1101-9025-78.
- (EN) It's Not All Downhill From Here, Ballantine Books, 2020, ISBN 978-1984-8237-48.